# Přestavlky (okres Plzeň-jih)
Přestavlky (německy Petersheim) jsou obec v okrese Plzeň-jih v Plzeňském kraji. Ve vzdálenosti devět kilometrů leží severovýchodně město Dobřany, osm kilometrů východně město Přeštice, třináct kilometrů severně město Nýřany, dvacet kilometrů severovýchodně statutární město Plzeň a 23 kilometrů jižně město Klatovy. Žije zde 228 obyvatel.

## Historie
První písemná zmínka o obci pochází z roku 1243. Chlumčanští z Přestavlk pocházeli z této obce.

## Obyvatelstvo
| Rok            | 1869 | 1880 | 1890 | 1900 | 1910 | 1921 | 1930 | 1950 | 1961 | 1970 | 1980 | 1991 | 2001 | 2011 | 2021 |
| -------------- | ---- | ---- | ---- | ---- | ---- | ---- | ---- | ---- | ---- | ---- | ---- | ---- | ---- | ---- | ---- |
| Počet obyvatel | 366  | 385  | 446  | 447  | 465  | 469  | 442  | 381  | 378  | 327  | 243  | 207  | 203  | 222  | 231  |
| Počet domů     | 64   | 67   | 78   | 73   | 75   | 78   | 89   | 108  | 94   | 89   | 76   | 88   | 92   | 98   | 107  |

## Obecní správa
Mezi lety 1850–1960 Přestavlky byly obcí v okrese Stříbro (1850–1930), posléze v okrese Přeštice (1950) a později v okrese Plzeň-jih. V letech 1960–1992 patřily jako část obce k Dnešicím a od 1. ledna 1993 jsou opět samostatnou obcí.

### Části obce
- Lažany
- Přestavlky

### Obecní symboly
Znak a vlajka byly obci uděleny rozhodnutím předsedy Poslanecké sněmovny Parlamentu České republiky dne 11. července 2019.

## Pamětihodnosti
- Barokní přestavlcký zámek byl postaven roku 1740 na místě starší tvrze proboštem chotěšovského kláštera.[8]
- Kostel svatého Petra a Pavla
- Socha svatého Jana Nepomuckého